# Aichwald
Aichwald – miejscowość i gmina w Niemczech, w kraju związkowym Badenia-Wirtembergia, w rejencji Stuttgart, w regionie Stuttgart, w powiecie Esslingen. Leży w Schurwaldzie, ok. 6 km na północny wschód od Esslingen am Neckar.

## Współpraca
- Böhlen, Saksonia
- Finkenstein am Faaker See, Austria